# St.-Viti-Kirche (Hillerse)

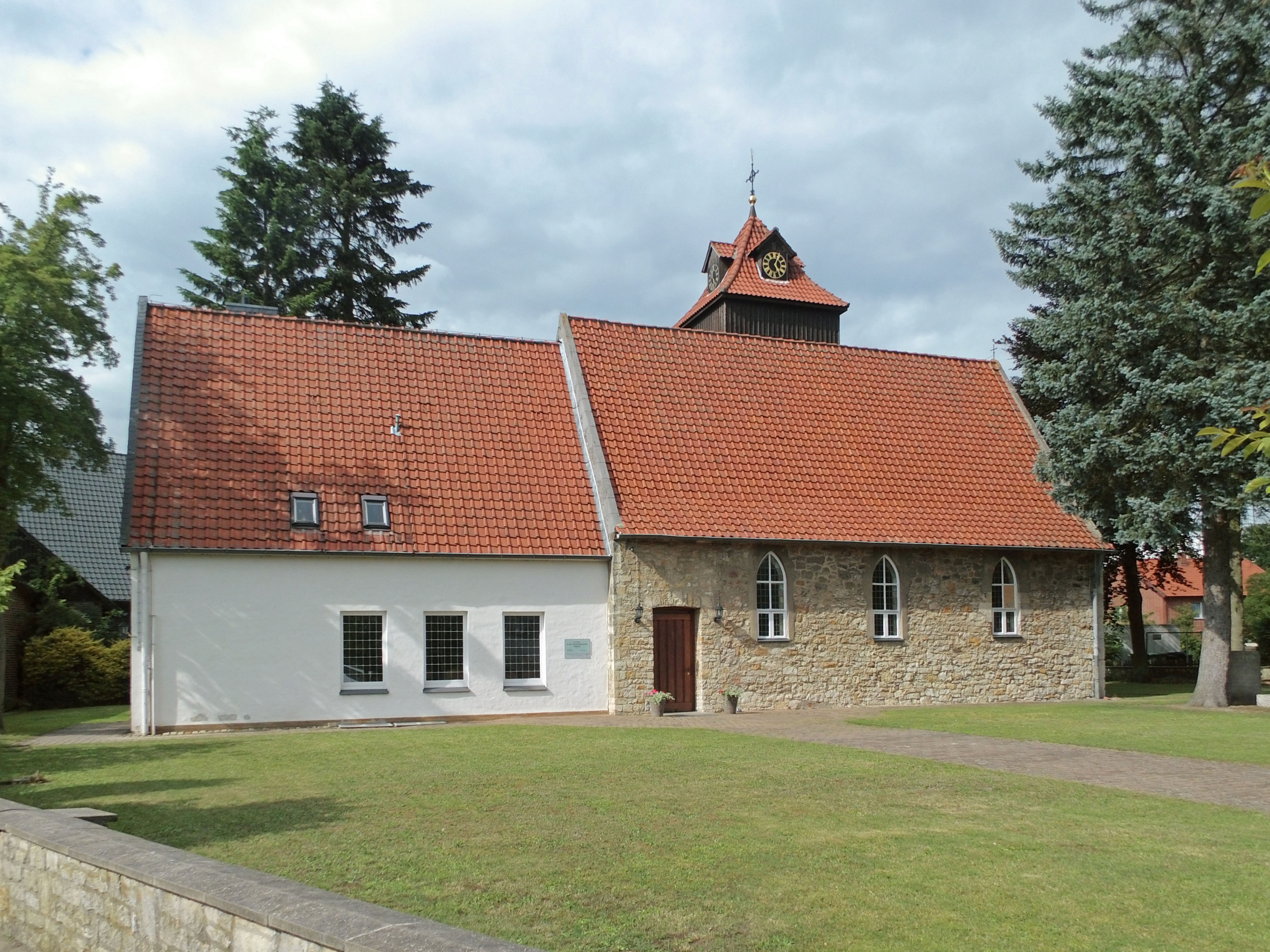
St.-Viti-Kirche

Die evangelisch-lutherische denkmalgeschützte St.-Viti-Kirche steht in Hillerse, einer Gemeinde im Landkreis Gifhorn in Niedersachsen. Die Kirchengemeinde Hillerse gehört zum Kirchenkreis Gifhorn im Sprengel Lüneburg der Evangelisch-lutherischen Landeskirche Hannover.

## Beschreibung
Die Saalkirche wurde um 1500 aus Bruchsteinen errichtet. Der Kirchturm, der ein Pyramidendach trägt, steht im Nordosten neben dem mit einem Satteldach bedeckten Kirchenschiff. In ihm hängt eine Kirchenglocke, die 1495 Heinrich von Kampen gegossen hat. 
Zur Kirchenausstattung gehört ein Flügelaltar aus der zweiten Hälfte des 15. Jahrhunderts. Im Schrein thronen die Muttergottes und Gottvater. Seitlich in den Flügeln befinden sich je fünf Figuren von Aposteln. Die hohe dreiteilige Predella hatte ursprünglich in der Mitte eine geschnitzte Pietà, die heute in einer Wandnische aufgestellt ist. 
1962 wurde im Westen der Gemeindesaal angebaut.